# Сиделандия

Сиделандия на карте штата.

Сиделандия (порт. Cidelândia) — муниципалитет в Бразилии, входит в штат Мараньян. Составная часть мезорегиона Запад штата Мараньян. Входит в экономико-статистический микрорегион Императрис. Население составляет 13 681 человек на 2010 год. Занимает площадь 1464,034 км². Плотность населения — 9,34 чел./км².

## Демография
Согласно сведениям, собранным в ходе переписи 2010 г. Национальным институтом географии и статистики (IBGE), население муниципалитета составляет:
| Полное население                               | Полное население                               | Полное население                               | Полное население                               | 13 681 |
| ---------------------------------------------- | ---------------------------------------------- | ---------------------------------------------- | ---------------------------------------------- | ------ |
| в том числе:                                   | Городское население                            | 6036                                           | Процент городского населения, %                | 44,12  |
|                                                | Сельское население                             | 7645                                           | Процент сельского населения, %                 | 55,88  |
|                                                | Мужское население                              | 7011                                           | Процент мужского населения, %                  | 51,25  |
|                                                | Женское население                              | 6670                                           | Процент женского населения, %                  | 48,75  |
| Плотность населения, чел/км²                   | Плотность населения, чел/км²                   | Плотность населения, чел/км²                   | Плотность населения, чел/км²                   | 9,34   |
| Население муниципалитета в % к населению штата | Население муниципалитета в % к населению штата | Население муниципалитета в % к населению штата | Население муниципалитета в % к населению штата | 0,21   |

По данным оценки 2016 года, население муниципалитета составляет 14 346 жителей.

## История
Город основан 10 ноября 1994 года. 

## Статистика
- Валовой внутренний продукт на 2003 год составляет 29 717 086,00 реалов (данные: Бразильский институт географии и статистики).
- Валовой внутренний продукт на душу населения на 2003 год составляет 2452,51 реала (данные: Бразильский институт географии и статистики).
- Индекс развития человеческого потенциала на 2000 год составляет 0,613 (данные: Программа развития ООН).